# باروت
باروث (بالألمانية: Baruth/Mark) هي مدينة و بلدة ألمانية تقع في ألمانيا في براندنبورغ. يقدر عدد سكانها بـ 4,388 نسمة .

## أعلام
- باول بارث